# Lakhai
Lakhai (en bengali : লাখাই) est une upazila du Bangladesh dans le district de Habiganj.

## Histoire
Après la conquête de Sylhet en 1303, Bayazid Shah, un compagnon de Shah Jalal, se réfugie à Bulla et y propage l'islam. Bayazid est enterré dans un mazar dans le bazar de Bulla.
Pendant la guerre de libération du Bangladesh en 1971, un massacre est commis dans le village de Krishnapur le 18 septembre. L'armée pakistanaise attaque également les villages de Murakari et de Bhabanipur. Dans le village de Madna, l'armée incendie la maison de Dewan Ali. Le 29 octobre, les forces pakistanaises se sont réfugiées dans les maisons de quelques courtiers pendant la nuit à Muriyauk. Tôt le matin, ils veulent se rendre à la maison de Shahjahan Chishti, un combattant de la liberté à Muriyauk. Ne trouvant pas Chishti chez lui, les forces capturent son père, Abdul Jabbar, âgé de soixante ans, et mirent le feu à la maison. Dans le même village, les forces ont également capturé Idris Ali, père du combattant de la liberté bengali Ilias Kamal. Ils ont ensuite enlevé les deux vieillards pour les emmener à Lakhai Union. Selon certaines indications, le lendemain, les forces prennent un bateau rapide pour se rendre à Bhairab et les deux vieillards sont tués par balle en chemin et ne sont jamais retrouvés.

## Démographie
Les langues officielles sont le bengali et l'anglais. Outre le bengali, l'anglais est également connu et compris par de nombreuses personnes, tandis qu'en raison de la proximité culturelle et historique et de la similarité linguistique, de nombreuses personnes sont capables de comprendre l'hindoustani. La religion majoritaire est l'islam, tandis que la principale religion minoritaire est l'hindouisme. Dans le département de Sylhet, l'islam représente en moyenne 88 % de la population. Il s'agit d'une région essentiellement rurale.